# Lista personajelor din Urzeala tronurilor (serial)
Personajele din serialul televizat american de fantezie medievală Urzeala tronurilor se bazează pe omoloagele lor din seria de romane Cântec de gheață și foc, de George R. R. Martin.

## Distribuție

### Actori principali
Următorii membri ai distribuției au apărut ca actori principali în genericul de început:
| Actor/Actriță          | Personaj                  | Apariții  | Apariții  | Apariții  | Apariții  | Apariții  | Apariții  | Apariții  | Apariții  |  |
| Actor/Actriță          | Personaj                  | 1         | 2         | 3         | 4         | 5         | 6         | 7         | 8         |  |
| ---------------------- | ------------------------- | --------- | --------- | --------- | --------- | --------- | --------- | --------- | --------- |  |
| Sean Bean              | Ned Stark                 | Principal |           |           |           |           | Secundar  | Episodic  |           |  |
| Mark Addy              | Robert Baratheon          | Principal |           |           |           |           |           |           |           |  |
| Nikolaj Coster-Waldau  | Jaime Lannister           | Principal | Principal | Principal | Principal | Principal | Principal | Principal | Principal |  |
| Michelle Fairley       | Catelyn Stark             | Principal | Principal | Principal |           |           |           |           |           |  |
| Lena Headey            | Cersei Lannister          | Principal | Principal | Principal | Principal | Principal | Principal | Principal | Principal |  |
| Emilia Clarke          | Daenerys Targaryen        | Principal | Principal | Principal | Principal | Principal | Principal | Principal | Principal |  |
| Iain Glen              | Jorah Mormont             | Principal | Principal | Principal | Principal | Principal | Principal | Principal | Principal |  |
| Aidan Gillen           | Petyr Baelish             | Principal | Principal | Principal | Principal | Principal | Principal | Principal |           |  |
| Harry Lloyd            | Viserys Targaryen         | Principal |           |           |           |           |           |           |           |  |
| Kit Harington          | Jon Snow                  | Principal | Principal | Principal | Principal | Principal | Principal | Principal | Principal |  |
| Sophie Turner          | Sansa Stark               | Principal | Principal | Principal | Principal | Principal | Principal | Principal | Principal |  |
| Maisie Williams        | Arya Stark                | Principal | Principal | Principal | Principal | Principal | Principal | Principal | Principal |  |
| Richard Madden         | Robb Stark                | Principal | Principal | Principal |           |           |           |           |           |  |
| Alfie Allen            | Theon Greyjoy             | Principal | Principal | Principal | Principal | Principal | Principal | Principal |           |  |
| Isaac Hempstead Wright | Bran Stark                | Principal | Principal | Principal | Principal |           | Principal | Principal | Principal |  |
| Jack Gleeson           | Joffrey Baratheon         | Principal | Principal | Principal | Principal |           |           |           |           |  |
| Rory McCann            | Sandor Clegane            | Principal | Principal | Principal | Principal |           | Principal | Principal | Principal |  |
| Peter Dinklage         | Tyrion Lannister          | Principal | Principal | Principal | Principal | Principal | Principal | Principal | Principal |  |
| Jason Momoa            | Khal Drogo                | Principal | Episodic  |           |           |           |           |           |           |  |
| Liam Cunningham        | Davos Seaworth            |           | Principal | Principal | Principal | Principal | Principal | Principal | Principal |  |
| John Bradley-West      | Samwell Tarly             | Secundar  | Principal | Principal | Principal | Principal | Principal | Principal | Principal |  |
| Natalie Dormer         | Margaery Tyrell           |           | Principal | Principal | Principal | Principal | Principal |           |           |  |
| Stephen Dillane        | Stannis Baratheon         |           | Principal | Principal | Principal | Principal |           |           |           |  |
| Carice van Houten      | Melisandre                |           | Principal | Principal | Principal | Principal | Principal | Principal |           |  |
| James Cosmo            | Jeor Mormont              | Secundar  | Principal | Principal |           |           |           |           |           |  |
| Jerome Flynn           | Bronn                     | Secundar  | Principal | Principal | Principal | Principal | Principal | Principal |           |  |
| Conleth Hill           | Varys                     | Secundar  | Principal | Principal | Principal | Principal | Principal | Principal |           |  |
| Sibel Kekilli          | Shae                      | Secundar  | Principal | Principal | Principal |           |           |           |           |  |
| Charles Dance          | Tywin Lannister           | Secundar  | Principal | Principal | Principal | Episodic  |           |           |           |  |
| Rose Leslie            | Ygritte                   |           | Secundar  | Principal | Principal |           |           |           |           |  |
| Oona Chaplin           | Talisa Maegyr             |           | Secundar  | Principal |           |           |           |           |           |  |
| Joe Dempsie            | Gendry                    | Secundar  | Secundar  | Principal |           |           |           | Principal |           |  |
| Kristofer Hivju        | Tormund Năpasta Uriașilor |           |           | Secundar  | Principal | Principal | Principal | Principal |           |  |
| Hannah Murray          | Gilly                     |           | Secundar  | Secundar  | Principal | Principal | Principal | Principal |           |  |
| Gwendoline Christie    | Brienne din Tarth         |           | Secundar  | Secundar  | Principal | Principal | Principal | Principal |           |  |
| Iwan Rheon             | Ramsay Bolton             |           |           | Secundar  | Principal | Principal | Principal |           |           |  |
| Indira Varma           | Ellaria Sand              |           |           |           | Secundar  | Principal | Principal | Principal |           |  |
| Michiel Huisman        | Daario Naharis            |           |           | Secundar  | Secundar  | Principal | Principal |           |           |  |
| Nathalie Emmanuel      | Missandei                 |           |           | Secundar  | Secundar  | Principal | Principal | Principal | Principal |  |
| Tom Wlaschiha          | Jaqen H'ghar              | Episodic  | Secundar  |           |           | Principal | Principal |           |           |  |
| Dean-Charles Chapman   | Tommen Baratheon          | Secundar  | Secundar  |           | Secundar  | Principal | Principal |           |           |  |
| Michael McElhatton     | Roose Bolton              |           | Secundar  | Secundar  | Secundar  | Principal | Principal |           |           |  |
| Jonathan Pryce         | Înalta Vrabie             |           |           |           |           | Secundar  | Principal |           |           |  |

1. ↑  În sezonul 6, Sebastian Croft îl joacă pe copilul Ned Stark, iar Robert Aramayo joacă un Ned tânăr.
2. ↑  În sezonul 5, Nell Williams o joacă pe copila Cersei Lannister, într-un flashback.
3. ↑  În sezonul 3, Daario Naharis este jucat de Ed Skrein.
4. ↑  În sezonul 1, Jaqen H'ghar apare într-o singură scenă, jucat de un figurant necunoscut.
5. ↑  În sezoanele 1 și 2, Tommen Baratheon este jucat de Callum Wharry.

### Actori secundari
Următorii membri ai distribuției au apărut în cel puțin 10 episoade, fără să devină actori principali:
| Actor/Actriță           | Personaj               | Apariții | Apariții | Apariții | Apariții | Apariții | Apariții | Apariții | Apariții |
| Actor/Actriță           | Personaj               | 1        | 2        | 3        | 4        | 5        | 6        | 7        | 8        |
| ----------------------- | ---------------------- | -------- | -------- | -------- | -------- | -------- | -------- | -------- | -------- |
| Julian Glover           | Marele Maester Pycelle | Secundar | Secundar | Secundar | Secundar | Secundar | Secundar |          |          |
| Ian Beattie             | Meryn Trant            | Secundar | Secundar | Secundar | Secundar | Secundar |          |          |          |
| Kristian Nairn          | Hodor                  | Secundar | Secundar | Secundar | Secundar |          | Secundar |          |          |
| Mark Stanley            | Grenn                  | Secundar | Secundar | Secundar | Secundar |          |          |          |          |
| Natalia Tena            | Osha                   | Secundar | Secundar | Secundar |          |          | Secundar |          |          |
| Art Parkinson           | Rickon Stark           | Secundar | Secundar | Secundar |          |          | Secundar |          |          |
| Esme Bianco             | Ros                    | Secundar | Secundar | Secundar |          |          |          |          |          |
| Hafþór Júlíus Björnsson | Gregor Clegane         | Secundar | Secundar |          | Secundar | Secundar | Secundar | Secundar | Secundar |
| Dominic Carter          | Janos Slynt            | Secundar | Secundar |          | Secundar | Secundar |          |          |          |
| Eugene Simon            | Lancel Lannister       | Secundar | Secundar |          |          | Secundar | Secundar |          |          |
| Nell Tiger Free         | Myrcella Baratheon     | Secundar | Secundar |          |          | Secundar | Episodic |          |          |
| Ron Donachie            | Rodrik Cassel          | Secundar | Secundar |          |          |          | Secundar |          |          |
| Donald Sumpter          | Maester Luwin          | Secundar | Secundar |          |          |          |          |          |          |
| Amrita Acharia          | Irri                   | Secundar | Secundar |          |          |          |          |          |          |
| Roxanne McKee           | Doreah                 | Secundar | Secundar |          |          |          |          |          |          |
| Ian Gelder              | Kevan Lannister        | Secundar | Episodic |          |          | Secundar | Secundar |          |          |
| Ian McElhinney          | Barristan Selmy        | Secundar |          | Secundar | Secundar | Secundar |          |          |          |
| Luke Barnes             | Rast                   | Secundar |          | Secundar | Secundar |          |          |          |          |
| Peter Vaughan           | Maester Aemon          | Secundar |          | Episodic | Secundar | Secundar |          |          |          |
| Josef Altin             | Pypar                  | Secundar |          | Episodic | Secundar |          |          |          |          |
| Owen Teale              | Alliser Thorne         | Secundar |          |          | Secundar | Secundar | Secundar |          |          |
| Brian Fortune           | Othell Yarwyck         | Secundar |          |          | Secundar | Secundar | Secundar |          |          |
| Finn Jones              | Loras Tyrell           | Episodic | Secundar | Secundar | Secundar | Secundar | Secundar |          |          |
| Ben Hawkey              | Plăcintă Fierbinte     | Episodic | Secundar | Secundar | Episodic |          |          | Episodic |          |
| Richard Dormer          | Beric Dondarrion       | Episodic |          | Secundar |          |          | Episodic | Secundar |          |
| Daniel Portman          | Podrick Payne          |          | Secundar | Secundar | Secundar | Secundar | Secundar | Secundar |          |
| Ben Crompton            | Eddison Tollett        |          | Secundar | Secundar | Secundar | Secundar | Secundar | Episodic |          |
| Gemma Whelan            | Yara Greyjoy           |          | Secundar | Episodic | Episodic |          | Secundar | Secundar |          |
| Tara Fitzgerald         | Selyse Baratheon       |          | Episodic | Episodic | Secundar | Secundar |          |          |          |
| William și James Wilson | micuțul Sam            |          |          | Secundar | Secundar | Secundar | Secundar | Secundar |          |
| Jacob Anderson          | Vierme Cenușiu         |          |          | Secundar | Secundar | Secundar | Secundar | Secundar |          |
| Anton Lesser            | Qyburn                 |          |          | Secundar | Secundar | Secundar | Secundar | Secundar |          |
| Diana Rigg              | Olenna Tyrell          |          |          | Secundar | Secundar | Secundar | Secundar | Secundar |          |
| Kerry Ingram            | Shireen Baratheon      |          |          | Secundar | Secundar | Secundar |          |          |          |
| Ellie Kendrick          | Meera Reed             |          |          | Secundar | Secundar |          | Secundar | Secundar |          |
| Thomas Brodie-Sangster  | Jojen Reed             |          |          | Secundar | Secundar |          |          |          |          |
| Paul Kaye               | Thoros din Myr         |          |          | Secundar |          |          | Episodic | Secundar |          |
| Brenock O'Connor        | Olly                   |          |          |          | Secundar | Secundar | Secundar |          |          |
| Roger Ashton-Griffiths  | Mace Tyrell            |          |          |          | Secundar | Secundar | Secundar |          |          |
| Faye Marsay             | Orfelina               |          |          |          |          | Secundar | Secundar |          |          |
| Michael Condron         | Bowen Marsh            |          |          |          |          | Secundar | Secundar |          |          |

1. ↑  În sezonul 6, Sam Coleman îl joacă pe copilul Hodor (pe numele adevărat Wylis).
2. ↑  Gregor Clegane e jucat de Conan Stevens, în sezonul 1, și de Ian Whyte, în sezonul 2.
3. ↑  În sezoanele 1 și 2, Myrcella Baratheon e jucată de Aimee Richardson.
4. ↑  În sezonul 6, Rodrik Cassel este jucat de Fergus Leathem în scenele de flashback.
5. ↑  În sezonul 1, Beric Dondarrion este jucat de David Michael Scott.
6. ↑  În sezonul 2, Selyse Baratheon este jucată de Sarah McKeever.

Introduși în sezonul 1
- Lino Facioli ca Robin Arryn
- Gethin Anthony ca Renly Baratheon
- Francis Magee ca Yoren
- Elyes Gabel ca Rakharo
- David Bradley ca Walder Frey
- Dennis McKeever ca ofițer al Rondului de Noapte
- Steven Blount și John Stahl ca Rickard Karstark
- Susan Brown ca Septa Mordane
- Dar Salim ca Qotho
- Joseph Mawle ca Benjen Stark
- Gerard Jordan și un figurant necunoscut ca Biter
- Andy Beckwith și un figurant necunoscut ca Rorge
- Kate Dickie ca Lysa Arryn
- Jamie Sives ca Jory Cassel
- Wilko Johnson ca Ilyn Payne
- Eros Vlahos ca Lommy Mâini Verzi
- Emun Elliott ca Marillion
- Clive Mantle ca Greatjon[de tradus?] Umber
- Mia Soteriou ca Mirri Maz Duur
- Miltos Yerolemou ca Syrio Forel
- Andrew Wilde ca Tobho Mott
- Roger Allam ca Illyrio Mopatis
- Jefferson Hall ca Hugh de Vale
- Margaret John ca Bătrâna Nan
- Mark Lewis Jones ca Shagga
- Bronson Webb ca Will
- Rob Ostlere ca Waymar Royce
- John Standing ca Jon Arryn

Introduși în sezonul 2
- Josephine Gillan ca Marei
- Sara Dylan ca slujitoare
- Steven Cole ca Kovarro
- Tony Way ca Dontos Hollard
- Robert Pugh ca Craster
- Nonso Anozie ca Xaro Xhoan Daxos
- Ralph Ineson ca Dagmer Cleftjaw
- Patrick Malahide ca Balon Greyjoy
- Edward Dogliani și Ross O'Hennessy ca Lordul Oaselor
- Ian Hanmore ca Pyat Pree
- Fintan McKeown ca Amory Lorch
- Forbes KB ca Lorren
- Simon Armstrong ca Qhorin Halfhand
- Lucian Msamati ca Salladhor Saan
- Andy Kellegher ca Polliver
- Nicholas Blane ca Regele Mirodeniilor[de verificat, personajul nu apare în cărți]
- Karl Davies ca Alton Lannister
- Roy Dotrice ca Hallyne
- Oliver Ford Davies ca Maester Cressen

Introduși în sezonul 3
- Tobias Menzies ca Edmure Tully
- Charlotte Hope ca Myranda
- Noah Taylor ca Locke
- Clive Russell ca Brynden Tully
- Will Tudor ca Olyvar
- Tom Brooke și Daniel Tuite ca Lothar Frey
- Tim Plester ca Walder „cel Negru” Rivers
- Paul Bentley ca cel de-al doilea Înalt Septon
- Mackenzie Crook ca Orell
- Philip McGinley ca Anguy
- Ciarán Hinds ca Mance Rayder
- Burn Gorman ca Karl Tanner
- Dan Hildebrand ca Kraznys mo Nakloz
- Dean-Charles Chapman ca Martyn Lannister
- Alexandra Dowling ca Roslin Tully
- Mark Killeen ca Mero
- Ramon Tikaram ca Prendahl na Ghezn

Introduși în sezonul 4
- Rupert Vansittart ca Yohn Royce
- Joel Fry ca Hizdahr zo Loraq
- Pedro Pascal ca Oberyn Martell
- Elizabeth Webster ca Walda Bolton
- Struan Rodger și Max von Sydow ca Corbul cu Trei Ochi
- Yuri Kolokolnikov ca Styr
- Mark Gatiss ca Tycho Nestoris
- Reece Noi ca Mossador
- Joseph Gatt ca wargul Thenn
- Gary Oliver ca Ternesio Terys
- Lu Corfield ca matroana din Orașul Cârtiței
- Alisdair Simpson ca Donnel Waynwood
- Paola Dionisotti ca Anya Waynwood

Introduși în sezonul 5
- Rosabell Laurenti Sellers ca Tyene Sand
- Jessica Henwick ca Nymeria Sand
- Keisha Castle-Hughes ca Obara Sand
- Hannah Waddingham ca Septa Unella
- DeObia Oparei ca Areo Hotah
- Alexander Siddig ca Doran Martell
- Toby Sebastian ca Trystane Martell
- Enzo Cilenti ca Yezzan zo Qaggaz
- Murray McArthur ca Dim Dalba
- Adewale Akinnuoye-Agbaje ca Malko
- Birgitte Hjort Sørensen ca Karsi
- Zahary Baharov ca Loboda
- J. J. Murphy ca Denys Mallister
- Jodhi May ca Maggy Broasca
- Nell Williams ca Cersei Lannister tânără
- Isabella Steinbarth ca Melara Hetherspoon

Introduși în sezonul 6
- Richard Rycroft ca Maester Wolkan
- Pilou Asbæk ca Euron Greyjoy
- Bella Ramsey ca Lyanna Mormont
- Tim McInnerny ca Robett Glover
- James Faulkner ca Randyll Tarly
- Freddie Stroma și Tom Hopper ca Dickon Tarly
- Paul Rattray ca Harald Karstark
- Richard E. Grant ca Izembaro
- Joe Naufahu ca Khal Moro
- Essie Davis ca Lady Crane[de tradus?]
- Lucy Hayes ca Kitty Frey
- Dean S. Jagger ca Smalljon[de tradus?] Umber
- Michael Feast ca Aeron Greyjoy
- Kevin Eldon ca Camello
- Eline Powell ca Bianca
- Gerald Lepkowski ca Zanrush
- Souad Faress ca Înalta Preoteasă a Dosh Khaleen[de verificat]
- Sean Blowers ca Wyman Manderly
- Tom Varey ca Cley Cerwyn
- Samantha Spiro ca Melessa Tarly
- Rebecca Benson ca Talla Tarly
- Ania Bukstein ca Kinvara
- Ian McShane ca fratele Ray[de verificat]
- Sebastian Croft ca Eddard Stark copil
- Matteo Elezi ca Benjen Stark copil
- Cordelia Hill ca Lyanna Stark copil
- Sam Coleman ca Wylis/Hodor tânăr
- Annette Tierney ca Bătrâna Nan tânără
- Fergus Leathem ca Rodrik Cassel tânăr
- Robert Aramayo ca Eddard Stark tânăr
- Luke Roberts ca Arthur Dayne
- Eddie Eyre ca Gerold Hightower
- Leo Woodruff ca Howland Reed tânăr
- Wayne Foskett ca Rickard Stark
- David Rintoul ca Aerys „Regele Nebun” Targaryen
- Aisling Franciosi ca Lyanna Stark tânără

Introduși în sezonul 7
- Jim Broadbent ca Archmaester[de tradus] Ebrose
- Brendan Cowell ca Harrag
- Megan Parkinson ca Alys Karstark
- Harry Grasby ca Ned Umber
- Wilf Scolding ca Rhaegar Targaryen

Personaje non-umane
- Richard Brake și Vladimir Furdik ca Regele Nopții
- Ian Whyte ca uriașul Wun Weg Wun Dar Wun și diverși umblători albi
- Ross Mullan ca diverși umblători albi
- Tim Loane ca umblător alb
- Ian Whyte ca uriașul Dongo cel Blestemat[de verificat]
- Neil Fingleton ca uriașul Mag Mar Tun Doh Weg
- Spencer Wilding ca umblător alb